# Parafia św. Marcina Biskupa w Łużnej
Parafia św. Marcina Biskupa w Łużnej (łac. Paroecia Luznansis) – parafia znajdująca się w diecezji tarnowskiej w dekanacie łużniańskim.
Patronami parafii są:
- św. Marcin Biskup
- św. Anna
- Matka Boża Różańcowa

## Kościoły i kaplice
Na terenie parafii znajdują się trzy miejsca kultu:
- kościół parafialny św. Marcina Biskupa
- kaplica Najświętszego Serca Pana Jezusa na Zaborówce
- kaplica cmentarna

W latach 1915–1985 na cmentarzu wojennym nr 123 na wzgórzu Pustki istniała drewniana kaplica, z zewnątrz wiernie odbudowana w 2014, lecz z braku wyposażenia nie pełni obecnie funkcji liturgicznych.

## Historia
Parafia powstała w drugiej połowie XIV w. Pierwsza wzmianka o niej pojawia się w 1470 roku, gdy wspomniał ją Jan Długosz w Liber beneficiorum dioecesis Cracoviensis. Księgi metrykalne prowadzone są od roku 1643. Do parafii należała dawniej wieś Wola Łużańska.
Budowa obecnego kościoła została rozpoczęta w roku 1865 i trwała 7 lat. W 1904 r. kościół został konsekrowany przez biskupa pomocniczego przemyskiego Karola Józefa Fischera. W czasie pierwszej wojny światowej kościół został poważnie uszkodzony. Po odrestaurowaniu w latach międzywojennych pozostawiono na pamiątkę wbite w murach pociski artyleryjskie. Natomiast nad wejściem głównym zawieszony jest armatni pocisk dość dużego kalibru.
W 1980 w przysiółku Zaborówka powstała kaplica pw. Najświętszego Serca Pana Jezusa. W roku 1997 wykonano gruntowny remont pokrycia wież kościoła nową miedzianą blachą. Cmentarz w Łużnej był do 1 lipca 2011 własnością parafii.

### Przynależność parafii
Parafia św. Marcina Biskupa w Łużnej w swej historii leżała w:
- XIV w.[a] – 13 marca 1786[b][2] metropolia gnieźnieńska, diecezja krakowska
  - archidiakonat sądecki, dekanat Biecz (koniec XVI w.)[c][3]
- 13 marca 1786[b] – 13 czerwca 1805[4] diecezja tarnowska
- 13 czerwca 1805 – 24 września 1805[5] diecezja kielecka (faktycznie diecezja ta w tym okresie nie była jeszcze zorganizowana)
- 24 września 1805 – 28 października 1925 metropolia lwowska, diecezja przemyska
  - dekanat Biecz (1805–1903[6])
  - dekanat Rzepiennik (1903[7] – 1925)[8]
- od 28 października 1925 metropolia krakowska, diecezja tarnowska
  - dekanat Rzepiennik (1925–1928)
  - dekanat Gorlice (1928–1986)[9]
  - dekanat Gorlice-Północ (1986–1992)[10][11]
  - dekanat Łużna (od 1992)

## Proboszczowie
- ... (brak danych)
- ks. Jan Triba (1608–1615)
- ks. Stanisław Trzciański (1616–1618)
- ks. Albert Deliowicz (1618–1647)
- ks. Albert Wacławowicz (1648–1657)
- ks. Jan Mirzowski (1657–1661)
- ks. Jan Drycheński (1661–1667)
- ks. Stanisław Kossowski (1668–1676)
- ks. Piotr Polityński (1676–1679)
- ks. Stanisław Zagradzki (1679–1706)
- ks. Michał Kamieński (1706–1717)
- ks. Wojciech Machocki (1721–1745)
- ks. prof. Stanisław Mamczyński (1742–1749)
- ks. Stanisław Kaniewski (1794–1802)
- ks. Antoni Werecki (początkowo kuratus) (1802–1813), jako kuratusa wymienia go schematyzm z roku 1811
- ks. Paweł Dębski (1810, 1813–1828), jako kuratusa wymieniają go schematyzmy z lat 1810, 1817 i 1818
- ks. Józef Nowakowski (1836–1845) (kuratus)

ur. 1811, wyśw. w 1834
- ks. Antoni Marceli Załuski (1845–1852)

ur. 1815, wyśw. w 1840
- ks. Franciszek Ksawery Mendlarski (1852–1869)

ur. 1810, wyśw. w 1836; jako proboszcza wymienia go schematyzm z roku 1860, był nim do śmierci 11 kwietnia 1869
- ks. Kacper Winnicki (1869–1878)

ur. w 1813, †10 stycznia 1878
- ks. Tomasz Machowski (1878–1904)

ur. 27 listopada 1843, wyśw. w 1872, †25 marca 1904
- ks. kanonik Władysław Kędra (1904–1943)

ur. 29 listopada 1873, wyśw. w 1897, †1 czerwca 1946; EC do 1923, następnie RM
- ks. Stanisław Tobiasz (1943–1954)

ur. 19 maja 1912, †21 czerwca 1954
- ks. kanonik Stanisław Pacocha (1954–1972)[12]

ur. 9 kwietnia 1908, †19 kwietnia 1986
- ks. prałat Józef Zabrzeński (1972–2000)

ur. 15 grudnia 1929, wyśw. 23 czerwca 1957, †19 listopada 2017; wicedziekan, a następnie dziekan dekanatu Gorlice–Północ, po zmianach granic  polskich diecezji w 1992 dziekan dekanatu Łużna do 2000, od 1992 kapelan Jego Świątobliwości; po 2000 rezydent
- ks. prałat dr Stanisław Kuboń (2000–2021)

dziekan dekanatu Łużna od 2007 do 2021, kapelan Jego Świątobliwości; od 2021 roku jest rezydentem
- ks. dr Stanisław Bilski (2021–2024)

ur. 29 marca 1958 w Żegocinie, wyśw. 22 maja 1983, †20 grudnia 2024; dziekan dekanatu Łużna od 2021 do 2024
- ks. prałat dr Stanisław Kuboń (2024–2025)

administrator parafii od 20 grudnia 2024 do 9 sierpnia 2025
- ks. mgr Antoni Mulka (9 sierpień 2025 – obecnie)

ur. 22 maja 1968, wyśw. 28 maja 1994, pochodzi z parafii Rajbrot
Źródło:

## Obraz Matki Bożej
W kościele parafialnym znajduje się XVI-wieczny, łaskami słynący obraz Matki Bożej Śnieżnej nazwanej Matką Bożą Łużańską. Obraz początkowo był nieproporcjonalnie wydłużony, miał również jaskrawo niebieskie tło. Na obrazie były również nabite metalowe gwiazdy, a Matkę Boską i Dzieciątko Jezus przykrywała blaszana (pospolitej) roboty suknia. Wskazywało to więc, że obraz pochodzi z XIX wieku. Później po zdemontowaniu obrazu z ołtarza i zdjęciu sukienki okazało się, że do wizerunku domalowano tło i były dołączone deski. Po  zdjęciu wszelkich dodatków i renowacji ukazała się właściwa i pierwotna postać Maryi czyli Matka Boża Śnieżna nie z XIX tylko z końca XVI wieku. Obraz umieszczony jest w ołtarzu bocznym (prawej nawy) kościoła. O ikonie Matki Bożej Łużańskiej nie ma żadnych dokumentów opisujących pochodzenie i historię tego obrazu. Obraz czczony jest również jako Matka Boża Różańcowa (przypuszcza się, że był w kościele inny obraz a kult pt. Matki Boskiej Różańcowej i odpust różańcowy w październiku pozostał do dziś).  

## Odpusty
Odpusty parafialne:
- 11 listopada
- niedziela w oktawie Maryi Różańcowej
- niedziela w oktawie św. Anny